# Zlaté Klasy

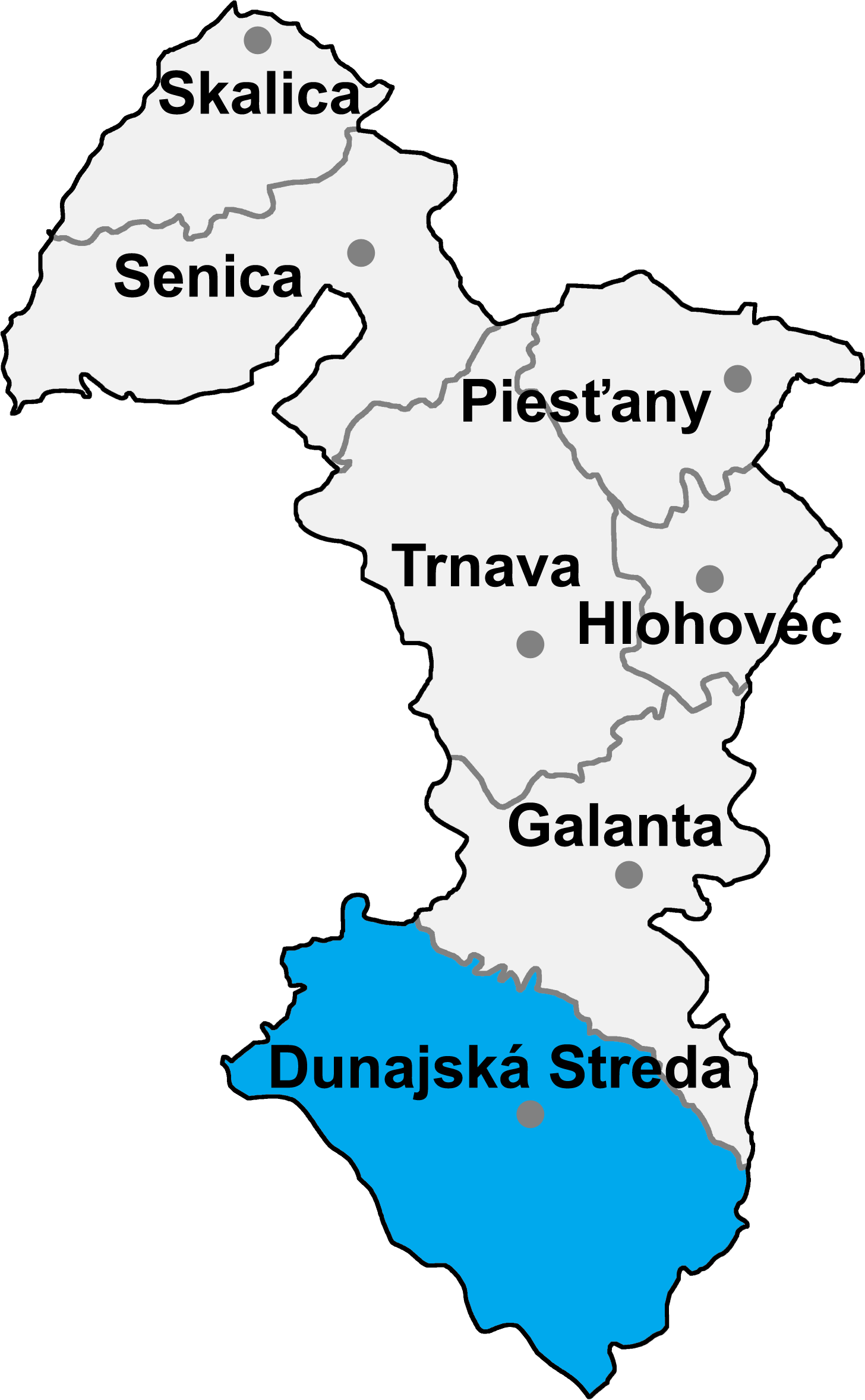
Localização de Dunajská Streda (distrito) na Trnava (região)

O Distrito eslovaco de Zlaté Klasy  é um dos sessenta e quatro municípios que formam a Distrito de Dunajská Streda, situada em Região de Trnava, Eslováquia.

## Demografia
| Ano:        | 1994 | 2004    | 2014   | 2024   |
| ----------- | ---- | ------- | ------ | ------ |
| Broj ljudi: | 3164 | 3604    | 3584   | 3542   |
| Razlika:    |      | +13,90% | -0,55% | -1,17% |

| Ano:               | 2023 | 2024   |
| ------------------ | ---- | ------ |
| Número de pessoas: | 3570 | 3542   |
| Diferença:         |      | -0,78% |